# Gérard De Boe
Gérard De Boe est un réalisateur de cinéma belge né à Schorisse le 2 novembre 1904 et mort à Watermael-Boitsfort le 16 mars 1960.
Avec Ernest Genval, il est le plus important, en quantité, réalisateur belge de cinéma colonial.
À partir de 1948, la Cinémathèque royale de Belgique, sous l'impulsion de son directeur Fernand Rigot, lui commande la production de plusieurs films, comme à d'autres cinéastes belges, dont Charles Dekeukeleire ou André Cauvin.

## Filmographie partielle
- 1954 : Pierre-Romain Desfossez court métrage
- 1958 : En 50 ans
- 1959 : Lovanium